# مهرجان قوارب التنين

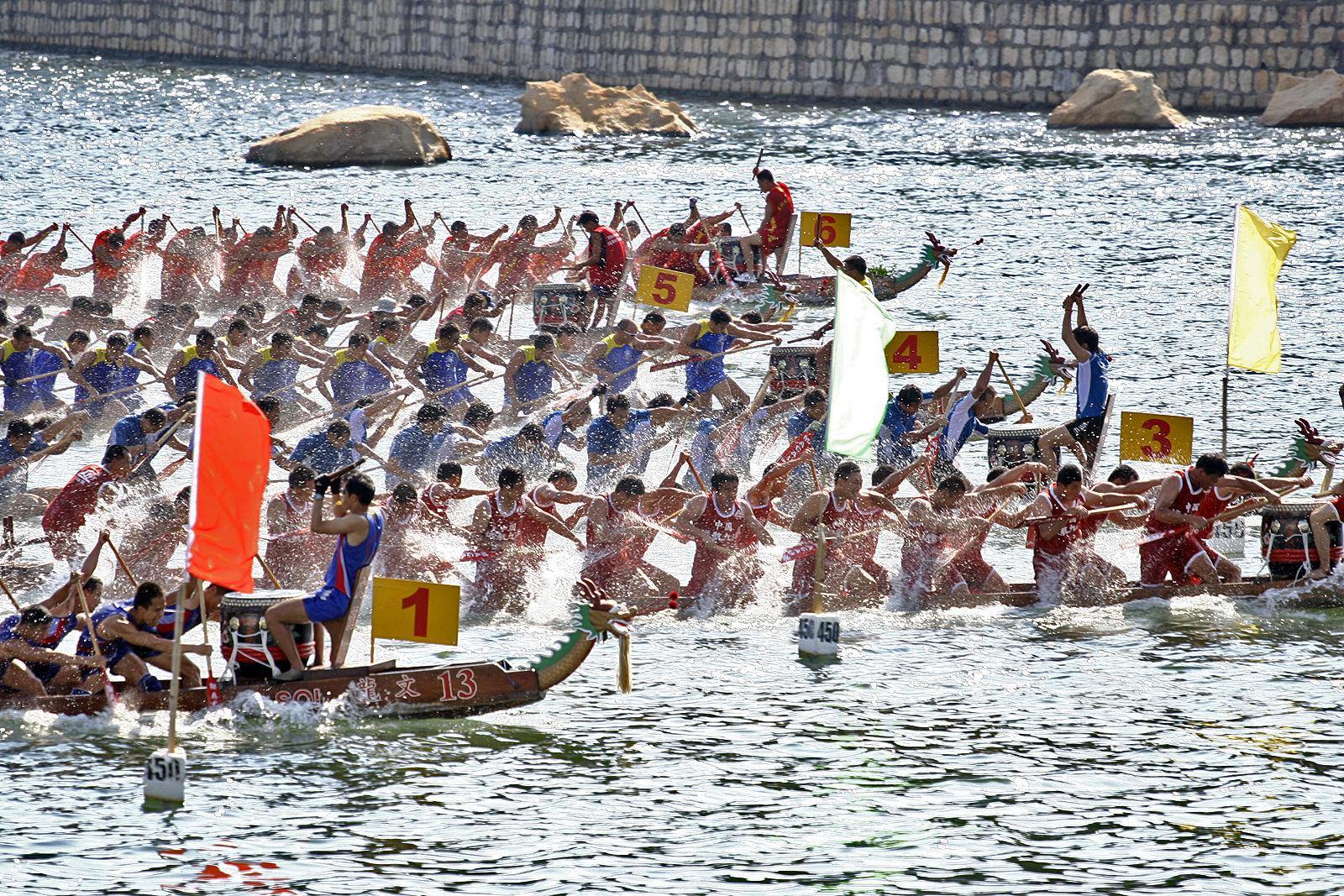
سباق قوارب التنين

مهرجان قوارب التنين أو دوان وو (بالصينية: 端午节) هوَ أحد الأعياد أو المهرجانات الكبيرة التقليدية في الصين ومُعظم دول شرق آسيا، وَيُصادف حسب التقويم القمري الصيني اليوم الخامس من الشهر الخامس مِن كل سنة في التقويم القَمري.
خلال المهرجان يتم بانتظام تخليد واحدة من الحكايات الشعبية الأسطورية في الصين وهي أسطورة الأفعى البيضاء من خلال تصوير مشهد حاسم من المؤامرة التي جرت في ذلك اليوم.

## احتفال جوجل

احتفال جوجل ببداية المَهرجان

في 9 يونيو 2016 احتفلَ مُحرك البَحث جوجل ببداية مَهرجان قَوارب التِنين.

## وصلات خارجية
- عيد قارب التنين – تلفزيون الشبكة الصيني.
- تاريخ وتقليد وأساطير مهرجان قوارب التنين (بالإنجليزية)